# AW Геркулеса
AW Геркулеса (лат. AW Herculis), HD 348635 — тройная звезда в созвездии Геркулеса на расстоянии приблизительно 852 световых лет (около 261 парсек) от Солнца. Видимая звёздная величина звезды — от +11m до +9,65m. Возраст звезды определён как около 600 млн лет.
Пара первого и второго компонентов — двойная затменная переменная звезда типа Алголя (EA). Орбитальный период — около 8,8008 суток.

## Характеристики
Первый компонент — жёлтая эруптивная переменная звезда типа RS Гончих Псов (RS) спектрального класса G0, или G2IV. Масса — около 1,32 солнечной, радиус — около 2,2 солнечного, светимость — около 9,327 солнечной. Эффективная температура — около 5029 K.
Второй компонент — оранжевая звезда спектрального класса K2, или K2IV. Масса — около 1,35 солнечной, радиус — около 3 солнечных*.
Третий компонент — коричневый карлик. Масса — около 16,51 юпитерианской. Удалён в среднем на 1,831 а.е..